# 南八代村
南八代村（みなみやつしろむら）は山梨県東八代郡にあった村。現在の笛吹市八代町南にあたる。

## 地理
- 河川：笛吹川

## 歴史
- 1889年（明治22年）7月1日 - 町村制の施行により、近世以来の南八代村が単独で自治体を形成。
- 1941年（昭和16年）4月1日 - 北八代村・高家村・岡村・増田村と合併して八代村が発足。同日南八代村廃止。

## 交通

### 道路
現在は旧村域に中央自動車道の八代バスストップが所在するが、当時は未開通。

## 出身著名人
- 大森慶次郎（実業家・貴族院多額納税者議員）